# 江西中獸
江西中獸（Jiangxia）是晚古新世的中爪獸目，於中國江西的濃山期地層發現。牠可能與厚中獸及Hessolestes有關。